# Johann Karl Anton Arnd
Johann Karl Anton Arnd (* 3. September 1867 in Fulda; † 3. September 1934 ebenda) war ein Politiker der Deutschen Zentrumspartei und Abgeordneter des Provinziallandtages der Provinz Hessen-Nassau.

## Leben
Johann Karl Anton Arnd wurde als Sohn des Eisenkaufmannes Theodor Balthasar Arnd und dessen Gemahlin Anna Maria Reinhardt geboren. Er erlernte den Beruf des Kaufmanns. Über den Bürgerausschuss Fulda kam er als Mitglied des Zentrums 1898 in die Stadtverordnetenversammlung. Von 1917 bis 1920 war er Abgeordneter des Kurhessischen Kommunallandtag des preußischen Regierungsbezirks Kassel und des Provinziallandtags der Provinz Hessen-Nassau. Hier war er in verschiedenen Ausschüssen tätig, so auch im Hauptausschuss.
Im Juli 1929 schied er aus allen öffentlichen Ämtern aus.

## Politische Ämter
- 1904–1926 Mitglied des Magistrats der Stadt Fulda
- 1904–1926 Mitglied des Kreistages in Fulda
- 1913–1926 Mitglied des Kreisausschusses Fulda
- 1920–1926 Zweiter Vorsitzender der Geschäftsstelle der Handelskammer